# Expulsió (educació)
La relegació o expulsió (llatí relegatio, "exclusió") va ser originàriament la forma més suau de desterrament a l'Imperi Romà (relegatio) i alguns segles més tard es va referir a l'exclusió d'una institució d'ensenyament com una universitat o un institut.
L'expulsió solia ser la mesura disciplinària més severa adoptada per una universitat en el marc de la seva potestat disciplinària acadèmica sobre els seus estudiants o professors. Es pot pronunciar durant un temps determinat o per sempre (relegatio in perpetuum). També hi havia l'expulsió per deshonor (relegatio cum infamia), destinada a aquells estudiants culpables d'actes deshonrosos. Per als estudiants, un descens significava ser exclòs dels estudis universitaris. Tanmateix, els professors o professors també podrien quedar relegats. Ja no existeix en la llei alemanya moderna d'educació superior, però l'exmatriculació forçada és comparable. Es van veure afectats personalitats importants com Heinrich Heine o Milan Machovec. Theodor Lessing també va ser amenaçat repetidament d'expulsió perquè es va rebel·lar contra les estructures autoritàries del sistema escolar.